# 愛の若草物語
『愛の若草物語』（あいのわかくさものがたり）は、1987年1月11日から12月27日まで、フジテレビ系列で全48話が放送された、日本アニメーション制作のテレビアニメ。『世界名作劇場（ハウス世界名作劇場）』の第13作目に当たる。
放送時間は当初は毎週日曜19:30 - 20:00であったが、1987年11月1日放送分（第40話）より2分短縮の毎週日曜19:30 - 19:58（いずれもJST）に変更された。

## 概要
原作はアメリカの小説家・ルイーザ・メイ・オルコットの著書『若草物語』（Little Women）、および第2部の『続・若草物語』（Little Women Married, or Good Wives）。原作は作者の家庭をモデルとしており、特に次女のジョオ（ジョー）は作者本人がモデルとされ、ジョオを中心に話が進んでいく。本作品でもこの点は踏襲されているが、ナレーションを末女（四女）のエイミーが務めている為、主人公をジョオに据えながらもエイミーの視点から物語が語られる、というスタイルが採られている。またEDクレジットにおいては、主人公・ジョオ役の山田栄子ではなく、長姉・メグ役の潘恵子がトップにクレジットされていた。
オープニング（OP）・エンディング（ED）テーマは、当初は新田恵利が歌っていたが、第15話から新曲に差し替えられた。このうち、第2期OPテーマ「いつかきっと!」は歌詞の内容が四姉妹それぞれの夢を歌うもので、姉妹の担当声優が実際に歌うというものであった。夢の内容は姉2人が1番、妹2人は2番に該当しており、1番と2番が毎回交互に使用されていた。この曲は元々挿入歌として作られていたものであり、OPの差し替え前にも既に作中で何度か使用されていた。

## あらすじ
南北戦争時代のアメリカ北部の堅実な家庭が舞台。ペンシルバニア州にマーチ家の四姉妹(上からメグ、ジョオ、ベス、エイミー)と母メアリー、黒人の家政婦ハンナが暮らしていた。1863年の夏頃、南北戦争から一時帰宅した父フレデリックの勧めで、戦火に巻き込まれないよう急遽マーチ家の引っ越しが決まる。メアリーたちは戦地に戻るフレデリックの身を案じつつ、父の叔母マーサを頼ってマサチューセッツ州のニューコードの街へと旅立つ。
マーサの屋敷に着いたマーチ家は経済的事情により裕福な叔母に頼んで居候させてもらうが、彼女の甥デーヴィットから“叔母の遺産狙い”を疑われ始める。数日後ジョオが知り合った新聞記者アンソニーのつてで一軒家を借りることになり、マーサにお礼を告げて引っ越していく。マーチ家は新居での生活を始めるがマーサに気に入られたジョオは毎日屋敷に通い、叔母の相手をしながら空いた時間に小説家を目指して作品作りに取り掛かる。
その後メグは家庭教師のバイト、ベスは自宅でハンナの家事の手伝いやピアノの練習、エイミーは新しい学校生活、メアリーは慈善活動とそれぞれに励む。秋になると隣家に住む老紳士ジェームスのもとで孫のローリーが一緒に暮らし始め、ジョオと同い年の彼に四姉妹も興味津々。ローリーの家庭教師カールは勉強中もマーチ家の様子が気になる彼に手を焼いていたが、いつしかメグに恋心を抱き始める。
個性豊かな四姉妹は出征した父の帰還を楽しみにしながら周りの人との交流を深め、それぞれの夢を追いながら成長していく。しかし翌年の秋の終わり頃、戦地にいる父がワシントンの病院に入院したことを知らせる電報がマーチ家に届き、ジョオたちはショックを受ける。病院に行くことになったメアリーから留守を預かった四姉妹は、ハンナや親しくなった人達の協力を得て困難を乗り越えていく。

## 登場人物

### マーチ家
ジョセフィン・マーチ
声 - 山田栄子
本作品の主人公。マーチ家の次女で通称はジョオ。15歳。活発で男勝りな性格だが、雷だけは大の苦手。小説家になるのが夢で読書や芝居鑑賞が好き。そそっかしく不注意な所があり、暖炉の前に立つ癖がある。
マーサに特に気に入られており、彼女が元の性格に戻るきっかけとなった人物でもある。マーチ家がマーサとの同居生活を終えた後もジョオだけは、マーサの屋敷に毎日通って身の回りの世話をして少しの賃金をもらっている。ジョオも、気難しい面があるとは考えながらも、マーサを良く思っている。ローリーやアンソニーとは仲がいいが、それぞれから恋愛感情を抱かれていることには、全く気づいていない。
マーガレット・マーチ
声 - 潘恵子
マーチ家の長女。通称はメグ。16歳。ヘアネットで後ろ髪をまとめた髪型が特徴。姉妹の一番上だけあり、おしとやかでしっかりした性格で家族の前では自分の意見を言えるが他人の前では控え目。ただし社交界に対し強い憧れを抱いていたり、結婚後は裕福な生活を望んでいる。ニューコード移住後は、家庭教師の仕事を行い家計を助けており、その後家庭教師先の家族から人脈が広がる。
エリザベス・マーチ
声 - 荘真由美
マーチ家の三女。通称はベス。10歳。気弱だが優しい性格。病気がちな事から学校へは行かず、ほぼ1日を家で過ごす。ピアノを弾くことが大好きでほぼ毎日弾いている。ミルキーアンを拾ってきた張本人で、ピートという名の人形と共にかわいがっている。
エイミー・マーチ
声 - 佐久間レイ
マーチ家の四女。姉妹では唯一略称がなく、エイミーとそのまま呼ばれる。7歳。わがままでおませな性格で物欲が強く根に持つタイプなため、活発なジョオとはよく口論もする。学校ではクラスメイトに比べて先生から叱られることが多い。大人の女性になることに強い憧れを抱いている。低い鼻を気にしている為、毎晩洗濯バサミで鼻をつまんで寝ている。算数が苦手。趣味はお絵かきでその後徐々に上達する。
メアリー・カーティス・マーチ
声 - 中西妙子
マーチ家の母親。思いやりがあり穏やかでしっかりとした性格で戦地に行った夫フレデリックの代わりにマーチ家を引っ張る。フレデリックと同じく奴隷制度には反対の立場を取っており、冒頭の街では南軍の奴隷だった黒人の若者ジョンを自宅に匿いピンチを救う。ニューコードに来てからは、恵まれない人々の為、慈善活動も行っている。
フレデリック・マーチ
声 - 阪脩
マーチ家の父親。奴隷解放の為、北軍の兵士(階級は大尉)として南北戦争に参加している。愛国心に溢れ非常に強い信念の持ち主。かつて世話になったマーサには、強い感謝の念を抱いているが約20年間会えていない。若い頃に大学を中退した後、土木技師になり戦地でも橋造りなどの作業に携わる。
ハンナ
声 - 大方斐紗子
マーチ家の黒人家政婦。人のいい活発な性格で、料理がうまい。マーチ一家の全員から慕われ、信頼されている。ただし猫は大の苦手。冒頭の街でジョンと出会った時は境遇は違うが、同じ黒人として奴隷制度について心を痛めている。家政婦だが時には子供たちのために注意することもあり、物語の後半では数週間ワシントンに行くことになったメアリーの代わりに四姉妹を支える。なお、原作小説には黒人という設定はない。
ミルキーアン
マーチ一家の子猫。コンコードに住んでいた頃、雨に打たれ弱っていたところをベスが見つけ、家に連れて来た。名前は、ミルクのように真っ白な毛色によるもの（ベスが命名）。子猫だけあってやんちゃな面があり、ハリーににらめっこで勝利したことも。

### マーサ関連
マーサ・フォーレット（旧姓マーチ）
声 - 水城蘭子
フレデリックの叔母。港の倉庫などを所有する資産家で、現在事業は弁護士に任せている。幼くして両親を亡くしたフレデリックを引き取り、我が子同然のように育てた。しかし、その後反対を押し切ってニューヨークへ行ったことに対し、強い憤りを感じていた。
登場当初は、人間不信から非常に意地の悪い面を見せていたが、徐々に昔のように戻っていく。ただしその後も頑固で気まぐれな性格は治らずジョオたちを困らせることがある。姉妹の中ではジョオを特に気に入っており、養子にとメアリーや本人に依頼したこともある。
趣味は読書で随想集や講話集を読んでおり小説は嫌いだったが、その後ジョオの影響を受けて小説も読むようになる。大の医者嫌い。
デーヴィット・フォーレット
声 - 塩屋浩三
マーサの甥でフレデリックの義理の従兄弟。20代後半の独身で両親は既に他界している様子。兵役免除の制度を利用している。キング家の長男と友人なため時々自宅に訪れており、家庭教師をするメグと偶然会うこともある。
マーサの死後自分が資産を継ごうと企んでいて、たびたび彼女にたかりに来るなど、偏狭で金に汚い性分の持ち主で嘘も多い。性格に裏表がありマーサや資産家の前ではいい人を演じているが他の者には偉そうな態度を取る。また、マーチ家に対しては“マーサの遺産狙い”と思い込んで嫌味を言ったり様子をうかがうなどしている。
エスター
声 - 鵜飼るみ子
マーサ家の若いメイド。やや無愛想な面があり、マーチ一家との初対面時には、ジョオたちは悪印象を抱いた。基本的には親切だが、時々頑固になるマーサの言動に困ったり、性格の悪いデーヴィットには素っ気ない対応をしている。
ドロシー
声 - 向殿あさみ
マーサ家のコック。登場は1回きり。買い物からマーサ家に帰宅した所、急遽マーチ家6人が同居を始めたことを知らされ、ハンナと慌てて食事の支度をする。
ベン
声 - 広瀬正志
マーサ家の御者。優しいおじさん。長年フォーレット家に仕えており、大学生時代のフレデリックのこともよく知っている。マーサの屋敷に来るたびに我が物顔で命令してくるデーヴィットのことを良く思っていないが、渋々言うことを聞いてあげている。
ハリー
マーサの飼っているプードル。真っ白な毛並みをしている。ミルキーアンと出会った当初小競り合いをしたが、数日間マーサ家で顔を合わせる内に一緒に遊んだりするようになる。
ポリー
声 - 山田恭子
マーサの飼っている九官鳥。マーサからは「ポリちゃん」と呼ばれている。マーサの言葉を聞いて過ごして来たため、口の悪い言葉でしか鳴かない。ジョオがマーサの世話の為に来るようになってから、別の言葉も少し覚えた。

### ローレンス関連
ジェームス・ローレンス
声 - 宮内幸平
ニューコードでマーチ一家の隣に住む老人。地元では、ニューコード商船の会長として広く知られている。ヒゲを蓄えた威厳のある顔をしているため姉妹から怖がられていたが、実はとても優しい人物。ただしローリーには将来自身の事業を引き継いでもらいたいと考えているため、時に厳しい一面を見せることもある。
マーサとは若い頃からの友人だがここ十数年会えていない状態。孫娘(ローリーのいとこ)をかわいがっていたが数年前に亡くしており、形見であるピアノを自宅で大事に保存している。
ローリー・ローレンス
声 - 飛田展男
ジェームスの孫。ジョオと同じく15歳。母を亡くしており、兄弟姉妹もいないために家族愛に憧れており、マーチ家の家族の団欒を自宅の窓から時々見て羨ましく思っている。ピアノを弾くのが大好きでピアニストを目指していたが、ジェームスに猛反対され、大学へ行くよう言われている。マーチ家とは隣人として親しくなり後にジョオを好きになるが、物語中では大きく進展はしない。最終話のエイミーによるナレーションで、後に（原作通りに）エイミーと結婚したことが語られている。
カール・ブルック
声 - 小島敏彦
ローリーの家庭教師。ローリーがジェームスの家で暮らし始めた頃から勉強を教えるようになるが、ほどなくしてメグに好意を抱くようになる。数年前に父を亡くし母子家庭となり、家計を支えるため自身も苦労してきた。元騎兵隊で乗馬は得意。その後ジェームスから頼まれてメアリーと共にフレデリックの入院先の病院に行くことになり、2人を支えながらマーチ家に状況を手紙で知らせる。

### ニューコードタイムズ社
いずれも本作品オリジナルのキャラクターである。
アンソニー・ブーン
声 - 曽我部和恭
ジョオが小説を持っていったニューコードタイムズ社の新聞記者兼文芸欄担当。ニューコードに引っ越してきたジョオたちに知人の借家を紹介する。ずばずばとものをいう性格。取材などで忙しく街なかを歩き回っているため神出鬼没で、色々な場所で偶然ジョオと出会うことがある。当初は小説を貶した為にジョオに嫌われたが、徐々に仲が良くなった後、好意を抱くようになる。その後ニューヨークの新聞社で働きたいという夢を持ち始める。
ヘンリー・マードック
声 - 槐柳二
ニューコードタイムズ社の編集長。とても気のいい性格。アンソニーとは対象的に小説家を目指すジョオに出会った頃から応援しており、その後彼女の小説を気に入り新聞に連載した。
ジョン・マーティー
声 - 関俊彦
一家がコンコードから引っ越す少し前、南軍から逃げ出した黒人奴隷。マーチ家の協力で南軍から隠れ通し、自由の身となる。フィラデルフィアの印刷所で1年働いた後、脱走の際にメアリーから借りた20ドルを返済するため、ニューコードのマーサの屋敷を訪ねてきた。その後、ジョオの紹介でニューコードタイムズ社の植字工となる。

### キング家
メグの家庭教師先の家族
キング夫人
声 - 梨羽由記子
メグが勉強を教える子の母親。四人の子を持ち、夫はニューコードで一番の銀行家。裕福な家柄で上品だが、家庭教師のメグに少々偏見を持っている。マーサの甥であるデーヴィットを信頼しておりキング家で問題が起きた時に何度か相談している。
メグが勉強を教える2人の子供
声 - 鷹森淑乃（キャサリン）、渡辺久美子（トーマス）
日本で言う小学校低学年ぐらいの姉弟。メグは2人に勉強を教えるだけでなく世話係や遊び相手としても一緒に過ごしている。2人とも勉強より遊びに夢中でわがままを言ったり、姉弟ケンカしてメグを困らせる。
パティ
声 - 白石彩子
キング家の長女。年はメグと同い年ぐらい。キング家の舞踏会にメグを招待したいと母親に相談する。自身はメグを慕っているが、彼女が母と兄から少々見下されており心を痛める。
エド
声 - 難波圭一
キング家の長男。パティの兄。デーヴィットとは友達だが、親に隠れて一緒にクラブで賭け事をするなどしている。その後父親と喧嘩になるなど家庭内で色々とトラブルを起こす。

### モファット家
アニー・モファット
声 - 加藤雅子（初代）、青羽美代子（2代目）
サリーの友人。サリーの家の舞踏会でメグと知り合い親しくなる。春頃にメグとサリーに数週間泊りがけで自宅に遊びに来るよう誘い、3度の舞踏会を開いたり観劇を一緒に見に行くなど楽しく過ごす。
ベル
声 - 富沢美智恵
アニーの姉。気位が高く歯に衣着せぬ物言いをする。舞踏会では濃いめのメイクに頭に羽飾りをつけるなど派手な格好をしている。控え目な格好をするメグを引き立てるため自身と似たようなメイクや装飾品で変身させる。
モファット夫妻
声 -村松康雄（ファーガスン）、佐久間なつみ（モファット夫人）
アニーの両親。モファット家はポーツマス（ニューハンプシャー州）一の名家でジェームスとは仕事で何度か会っている。メグのことを「可愛くて感じのいい娘」と気に入るが、直後に“メグはローリーと付き合っている”と勘違いする。

### エイミーが通う学校の関係者
デービス
声 - 北村弘一
エイミーのクラス担任のベテラン教師。規律厳しく口うるさい性格で生徒からはあまり好かれておらず、陰で“デービスおやじ”と呼ばれている。たまに褒めることもあるが、基本的にエイミーたち生徒には厳しく接しておりルールを守らない時は叱ったり罰を与えるなどしている。
エイミーの学校の友だち
声 - スージー（後藤真寿美）、ケティ（吉田美保）、キャロリン（真柴摩利）
エイミーと同じクラスの生徒で特に親しい3人。途中までエイミーと一緒に下校したり、“キャンディ・パーティ”をして楽しく過ごしている。
ジェニー・スノー
声 - 柴田由美子
エイミーと同じクラスの生徒。言動がお高く止まっているため周りから“気取り屋”などと評されている。ある日授業中にエイミーがデービスに褒められたことが気に入らず、皆の前で恥をかかせようとする。

### その他の人々
サリー・ガーディナー
声 - 川村万梨阿
パティの友人。キング家で大事なブローチを失くし困っていた所、偶然メグに拾われたことから親しくなり、後日自身の家の舞踏会にメグとジョオを誘う。マーサによると、サリーの父親はローレンスの会社の支配人か何かをしている。
クリスティ
声 - 藤本譲
フォーレット家と親しい医者。医者嫌いのマーサが体調を崩してもなかなか診察させてくれず手を焼かされている。若い頃のフレデリックのことも知る人物で、マーサの診察をしにフォーレット家に訪れた所ジョオと出会う。
リンカーン大統領
声 - 仲村秀生
ゲティスバーグ演説のシーンに登場。民衆の前で「人民の人民による人民のための政治を絶やさないこと」を宣言する。
トム・ブルック
声 - 坂本千夏
カールの年の離れた弟。エイミーと年が近いわんぱくないたずら坊主。夏休みの間カールの下宿で寝起きし、日中はローレンス家に通いエイミーたちと一緒に外で遊ぶ。運動神経が良く逆立ち歩きや前方宙返りなどが得意。
バングス医師
声 - 緒方賢一
ある時熱を出したベスを診察して猩紅熱(しょうこうねつ)と診断し、数日間マーチ家に訪れて治療にあたる。

## スタッフ
- 製作 - 本橋浩一
- 製作管理 - 高桑充
- 企画 - 佐藤昭司、久保田栄一（フジテレビ）
- 脚本 - 宮崎晃
- 音楽 - 大谷和夫
- キャラクターデザイン - 近藤喜文、山崎登志樹
- 美術設定 - 川本征平
- 美術監督 - 高野正道
- 録音監督 - 山田悦司
- 撮影監督 - 森田俊昭
- 色彩設定 - 小山明子
- プロデューサー - 中島順三、石川泰平（フジテレビ）
- 監督 - 黒川文男
- 企画・制作 - フジテレビ、日本アニメーション

## 主題歌

### オープニングテーマ
「若草の招待状」（第1話 - 第14話）
作詞 - 秋元康 / 作曲 - 高見沢俊彦 / 編曲 - 佐藤準 / 歌 - 新田恵利
「いつかきっと!」（第15話 - 第48話）
作詞 - おおくぼ由美 / 作曲 - 森田公一 / 編曲 - 大谷和夫 / 歌 - 潘恵子、山田栄子、荘真由美、佐久間レイ
奇数話は1番、偶数話は2番を使用した

### エンディングテーマ
「夕陽と風とメロディ」（第1話 - 第14話）
作詞 - 麻生圭子 / 作曲・編曲 - 松任谷正隆 / 歌 - 新田恵利
「お父さまへのララバイ」（第15話 - 第48話）
作詞 - おおくぼ由美 / 作曲・編曲 - 森田公一 / 歌 - 下成佐登子

## 各話リスト
| 話数   | 放送日         | サブタイトル                       | 絵コンテ          | 演出     | 作画監督   |
| ------ | -------------- | ---------------------------------- | ----------------- | -------- | ---------- |
| 第1話  | 1987年 1月11日 | パパが帰って来た!!                 | 黒田昌郎          | 黒川文男 | 山崎登志樹 |
| 第2話  | 1月18日        | ミルキー・アンを拾った             | 黒川文男          | 黒川文男 | 山崎登志樹 |
| 第3話  | 1月25日        | あぶない!早く逃げて!!              | 黒川文男          | 黒川文男 | 山崎登志樹 |
| 第4話  | 2月1日         | 戦争がはじまる!                    | 矢沢則夫          | 黒川文男 | 山崎登志樹 |
| 第5話  | 2月8日         | 町が燃えてしまう!                  | 辻伸一            | 黒川文男 | 山崎登志樹 |
| 第6話  | 2月15日        | さよなら ふるさと!                 | 楠葉宏三          | 黒川文男 | 古山匠     |
| 第7話  | 2月22日        | おば様はいじわる!                  | 矢沢則夫          | 黒川文男 | 山崎登志樹 |
| 第8話  | 3月1日         | お家を貸して下さい!                | 辻伸一            | 黒川文男 | 古山匠     |
| 第9話  | 3月8日         | 怒りん坊のジョオ!                  | 矢沢則夫          | 黒川文男 | 山崎登志樹 |
| 第10話 | 3月15日        | ほめられて けなされて              | 杉村博美 松見真一 | 黒川文男 | 古山匠     |
| 第11話 | 3月22日        | マーサおば様はお気の毒!            | 楠葉宏三          | 黒川文男 | 山崎登志樹 |
| 第12話 | 3月29日        | 雷なんて大嫌い!                    | 辻伸一            | 黒川文男 | 古山匠     |
| 第13話 | 4月5日         | 私たちの変な家                     | 杉村博美          | 黒川文男 | 山崎登志樹 |
| 第14話 | 4月12日        | エイミーと悪い友だち               | 辻伸一            | 黒川文男 | 古山匠     |
| 第15話 | 4月19日        | お隣からのぞく不思議な少年!        | 楠葉宏三          | 黒川文男 | 山崎登志樹 |
| 第16話 | 4月26日        | ひどい!メグは泥棒なんかじゃない!!  | 山口武志 松見真一 | 黒川文男 | 古山匠     |
| 第17話 | 5月3日         | ジョオとリンカーン大統領の演説!    | 楠葉宏三          | 黒川文男 | 山崎登志樹 |
| 第18話 | 5月10日        | メグとジョオ舞踏会にデビュー!?     | 辻伸一            | 黒川文男 | 大谷敦子   |
| 第19話 | 5月17日        | おこげドレスと素敵な紳士           | 杉村博美          | 黒川文男 | 古山匠     |
| 第20話 | 5月24日        | ジョオのお見舞いは元気がいっぱい!  | 楠葉宏三          | 黒川文男 | 山崎登志樹 |
| 第21話 | 5月31日        | 発表! はりきりジョオの自信作       | 岡部英二          | 黒川文男 | 古山匠     |
| 第22話 | 6月7日         | おなかのすいたクリスマス           | 辻伸一            | 黒川文男 | 山崎登志樹 |
| 第23話 | 6月14日        | ベス! 思いがけない贈物に大喜び!!   | 杉村博美 山口武志 | 黒川文男 | 古山匠     |
| 第24話 | 6月21日        | メグの小さな恋のはじまり?          | 岡部英二          | 黒川文男 | 山崎登志樹 |
| 第25話 | 6月28日        | 小説家ジョオの2ドルの傑作!         | 楠葉宏三          | 黒川文男 | 古山匠     |
| 第26話 | 7月5日         | 恐がりベスとお隣の老紳士           | 辻伸一            | 黒川文男 | 山崎登志樹 |
| 第27話 | 7月12日        | 学校でお仕置されたエイミー!        | 八沖繁雄          | 黒川文男 | 古山匠     |
| 第28話 | 8月2日         | エイミー!なんてことするの!         | 黒田昌郎          | 黒川文男 | 山崎登志樹 |
| 第29話 | 8月9日         | 死なないで!エイミーが川に落ちた!   | 辻伸一            | 黒川文男 | 古山匠     |
| 第30話 | 8月16日        | ゴメンねと言えたらいいのに!        | 杉村博美          | 黒川文男 | 山崎登志樹 |
| 第31話 | 8月30日        | メグはきせかえ人形じゃない!        | 黒田昌郎 杉村博美 | 黒川文男 | 古山匠     |
| 第32話 | 9月6日         | 困ったマーサおばさんの性格         | 辻伸一            | 黒川文男 | 山崎登志樹 |
| 第33話 | 9月13日        | 楽しい楽しい野外パーティだ!        | 八沖繁雄          | 黒川文男 | 古山匠     |
| 第34話 | 9月20日        | エイミーは悪い夢を見た!            | 杉村博美          | 黒川文男 | 山崎登志樹 |
| 第35話 | 9月27日        | メグ、それはやっぱり恋なのよ!!     | 辻伸一            | 黒川文男 | 古山匠     |
| 第36話 | 10月4日        | ジョオの小説が新聞にのった!        | 四辻孝夫          | 黒川文男 | 山崎登志樹 |
| 第37話 | 10月11日       | チチキトク…ジョオが髪を売った!     | 杉村博美          | 黒川文男 | 古山匠     |
| 第38話 | 10月18日       | 悪い知らせの電報がきた!            | 辻伸一            | 黒川文男 | 山崎登志樹 |
| 第39話 | 10月25日       | みんなが書いた手紙、手紙、手紙     | 波岡伸            | 黒川文男 | 古山匠     |
| 第40話 | 11月1日        | ベスが猩紅熱にかかった!            | 八沖繁雄          | 黒川文男 | 山崎登志樹 |
| 第41話 | 11月8日        | お母さま早く帰ってきて!            | 波岡伸            | 黒川文男 | 古山匠     |
| 第42話 | 11月15日       | 神様、どうかベスを助けて!          | 辻伸一            | 黒川文男 | 山崎登志樹 |
| 第43話 | 11月22日       | 大都会ニューヨークへ行こう! ジョオ | 池野文雄          | 黒川文男 | 古山匠     |
| 第44話 | 11月29日       | ニセ手紙事件・犯人は誰か?          | 辻伸一            | 黒川文男 | 山崎登志樹 |
| 第45話 | 12月6日        | おじいさまがローリーをなぐった!    | 池野文雄          | 黒川文男 | 古山匠     |
| 第46話 | 12月13日       | 思いがけないクリスマスプレゼント   | 池野文雄          | 黒川文男 | 山崎登志樹 |
| 第47話 | 12月20日       | さよなら! アンソニー               | 辻伸一            | 黒川文男 | 古山匠     |
| 第48話 | 12月27日       | 春!それぞれの旅立ち                | 黒川文男          | 黒川文男 | 山崎登志樹 |

## 放送局
※放送系列は放送当時、放送日時は1987年12月終了時点のものとする。
| 放送地域       | 放送局         | 放送日時           | 放送系列                                     | 備考   |
| -------------- | -------------- | ------------------ | -------------------------------------------- | ------ |
| 関東広域圏     | フジテレビ     | 日曜 19:30 - 20:00 | フジテレビ系列                               | 制作局 |
| 北海道         | 北海道文化放送 | 日曜 19:30 - 20:00 | フジテレビ系列                               |        |
| 秋田県         | 秋田テレビ     | 日曜 19:30 - 20:00 | フジテレビ系列                               | [ 54 ] |
| 宮城県         | 仙台放送       | 日曜 19:30 - 20:00 | フジテレビ系列                               |        |
| 福島県         | 福島テレビ     | 日曜 19:30 - 20:00 | フジテレビ系列                               |        |
| 新潟県         | 新潟総合テレビ | 日曜 19:30 - 20:00 | フジテレビ系列                               | [ 55 ] |
| 富山県         | 富山テレビ     | 日曜 19:30 - 20:00 | フジテレビ系列                               |        |
| 石川県         | 石川テレビ     | 日曜 19:30 - 20:00 | フジテレビ系列                               |        |
| 福井県         | 福井テレビ     | 日曜 19:30 - 20:00 | フジテレビ系列                               |        |
| 長野県         | 長野放送       | 日曜 19:30 - 20:00 | フジテレビ系列                               |        |
| 静岡県         | テレビ静岡     | 日曜 19:30 - 20:00 | フジテレビ系列                               |        |
| 中京広域圏     | 東海テレビ     | 日曜 19:30 - 20:00 | フジテレビ系列                               |        |
| 近畿広域圏     | 関西テレビ     | 日曜 19:30 - 20:00 | フジテレビ系列                               |        |
| 鳥取県・島根県 | 山陰中央テレビ | 日曜 19:30 - 20:00 | フジテレビ系列                               |        |
| 岡山県・香川県 | 岡山放送       | 日曜 19:30 - 20:00 | フジテレビ系列                               |        |
| 広島県         | テレビ新広島   | 日曜 19:30 - 20:00 | フジテレビ系列                               |        |
| 愛媛県         | 愛媛放送       | 日曜 19:30 - 20:00 | フジテレビ系列                               | [ 56 ] |
| 福岡県         | テレビ西日本   | 日曜 19:30 - 20:00 | フジテレビ系列                               |        |
| 佐賀県         | サガテレビ     | 日曜 19:30 - 20:00 | フジテレビ系列                               |        |
| 熊本県         | テレビ熊本     | 日曜 19:30 - 20:00 | フジテレビ系列 テレビ朝日系列                |        |
| 沖縄県         | 沖縄テレビ     | 日曜 19:30 - 20:00 | フジテレビ系列                               |        |
| 青森県         | 青森放送       | 金曜 17:00 - 17:30 | 日本テレビ系列 テレビ朝日系列                | [ 57 ] |
| 岩手県         | 岩手放送       | 金曜 17:00 - 17:30 | TBS系列                                      | [ 58 ] |
| 山形県         | 山形テレビ     | 木曜 19:00 - 19:30 | フジテレビ系列                               | [ 59 ] |
| 山梨県         | 山梨放送       | 月曜 19:00 - 19:30 | 日本テレビ系列                               |        |
| 徳島県         | 四国放送       | 水曜 17:30 - 18:00 | 日本テレビ系列                               |        |
| 高知県         | 高知放送       | 金曜 16:30 - 17:00 | 日本テレビ系列                               |        |
| 長崎県         | テレビ長崎     | 日曜 18:00 - 18:30 | フジテレビ系列 日本テレビ系列                | [ 60 ] |
| 大分県         | テレビ大分     | 水曜 16:00 - 16:30 | 日本テレビ系列 フジテレビ系列 テレビ朝日系列 | [ 60 ] |
| 宮崎県         | テレビ宮崎     | 日曜 18:00 - 18:30 | 日本テレビ系列 フジテレビ系列 テレビ朝日系列 | [ 60 ] |
| 鹿児島県       | 鹿児島テレビ   | 木曜 19:00 - 19:30 | 日本テレビ系列 フジテレビ系列                | [ 60 ] |

## 映像ソフト化
- 放送終了直後にアニメビデオ劇場シリーズでVHSが全12巻で発売。1990年代にもバンダイビジュアルブランドで再発売が行われた。
- テレビシリーズのDVDは2000年3月25日 - 6月25日にかけて全12巻が発売。各月ごとに3巻ずつ同時発売という販売方式は前作までと同様である。
- 2012年12月21日には後述のデジタルリマスターHD版を収録、ファミリーセレクションDVDボックスを発売。

## その他
英語吹替え版放送
GLC24時間英会話チャンネル（スカパー! 343ch）にて2007年10月1日から放送。30分の帯放送が1日3回、英語字幕ありと英語字幕なしの放送が日替わりで交互にある。オープニングテーマ・エンディングテーマは英語のものに差し替えられている。
デジタルリマスターHD版
2012年にはHDサイズにテレシネされたデジタルリマスターHD版が制作され、画角が16:9に引き伸ばされた他、オリジナルでは見えなかった部分も放送されている。前述の通り「ファミリーセレクションDVDボックス」にはこちらのバージョンが収録された他、以降独立局などでも順次放送された。